# جرومه اونگونه
جرومه اونگونه (انگلیسی: Jérôme Onguéné؛ زادهٔ ۲۲ دسامبر ۱۹۹۷) بازیکن فوتبال اهل فرانسه است که در پست مدافع بازی می‌کند.
از باشگاه‌هایی که در آن بازی کرده‌است می‌توان به باشگاه فوتبال اشتوتگارت و باشگاه فوتبال سوشو اشاره کرد.
وی همچنین در تیم‌های ملی فوتبال France national under-16 football team، زیر ۱۷ سال فرانسه، زیر ۱۸ سال فرانسه، زیر ۱۹ سال فرانسه، زیر ۲۰ سال فرانسه، و کامرون بازی کرده‌است.